# Polyergus lucidus
Polyergus lucidus é uma espécie de insecto da família Formicidae.
É endémica dos Estados Unidos da América.